# Odontophrynus carvalhoi
Odontophrynus carvalhoi är en groddjursart som beskrevs av Savage och José Miguel Cei 1965. Odontophrynus carvalhoi ingår i släktet Odontophrynus och familjen Cycloramphidae. IUCN kategoriserar arten globalt som livskraftig. Inga underarter finns listade i Catalogue of Life.